# Cilunculus tubicinis
Cilunculus tubicinis är en havsspindelart som beskrevs av Child, C.A. 1982. Cilunculus tubicinis ingår i släktet Cilunculus och familjen Ammotheidae. Inga underarter finns listade i Catalogue of Life.